# The Cypher
The Cypher ist ein Kurzfilm von Letia Solomon, der am 1. Januar 2020 im Rahmen einer Vorführung an der University of Southern California seine Premiere feierte und Teilnehmern des Tribeca Film Festivals ab 15. April 2020 online zur Verfügung gestellt wurde.

## Handlung
Der Rapper Khalil nimmt an einem Freestyle-Wettbewerb teil. Sein Gegner in diesem Cypher ist Yung Reap. Für Khalil steht ein möglicher Plattenvertrag auf dem Spiel. Daher muss er ein Geheimnis wahren.
Nach dem Wettbewerb begibt sich Khalil in die Wohnung seines Freundes Marc, wo die beiden Sex haben.

## Produktion
Regie führte Letia Solomon, das Drehbuch schrieb Wes Akwuobi. Der Film entstand als Projekt der University of Southern California.
Cypher bezeichnet im Hip-Hop-Jargon ein Gruppen-Freestyle, bei dem die Künstler hintereinander oder abwechselnd ihre Parts vortragen. Sie haben, anders als ein Battle, nicht immer das Ziel, einen Besten zu ermitteln.
Eine erste Vorstellung des Films erfolgte am 1. Januar 2020 an der University of Southern California. Mitte April 2020 sollte der Studentenfilm im Rahmen des Kurzfilmwettbewerbes des Tribeca Film Festivals gezeigt werden. Einen Monat vor Beginn des Festivals wurde dieses aufgrund der Coronavirus-Pandemie abgesagt. Dennoch wurde der Film von 15. bis 26. April 2020, dem ursprünglichen Zeitfenster des Festivals, online zur Verfügung gestellt. Ende August 2020 erfolgte eine Vorstellung im Rahmen der Online-Edition des American Black Film Festivals, ebenso beim virtuell stattfindenden Outfest Los Angeles.

## Rezeption

### Kritiken
James Kleinmann von The Queer Review schreibt, das Ergebnis sei nicht nur ein zufriedenstellender Kurzfilm, sondern auch ein hervorragendes Schaufenster für alle Beteiligten.

### Auszeichnungen
American Black Film Festival 2020
- Nominierung für den HBO Short Film Award[10]

Black Reel Awards 2021
- Nominierung als Bester Kurzfilm (Letia Solomon)[11]

Tribeca Film Festival 2020
- Nominierung als Bester Studentenfilm